# Richard Budding
Richard Budding (Wageningen, 6 mei 1957) is een voormalig Nederlands profvoetballer die speelde voor Wageningen, Feyenoord en Vitesse.
Budding begon met voetballen bij CHRC uit Heelsum, waar zijn talent ontdekt werd door het naburige Wageningen. Daar maakte de rechtsbuiten al op 17-jarige leeftijd zijn debuut in de eredivisie. Na de degradatie in 1975 met Wageningen veroverde Budding een vaste basisplaats. Halverwege het seizoen 1976-1977 nam Feyenoord hem over.
Budding speelde uiteindelijk ruim vijf jaar in Rotterdam maar slaagde er nooit helemaal in zijn grote belofte in te lossen. Hij won met Feyenoord de KNVB beker in 1980. In datzelfde jaar, op 7 december, beleefde Budding zijn persoonlijk hoogtepunt in de Kuip. In de klassieker tegen Ajax scoorde hij tweemaal en had daarmee een groot aandeel in de uiteindelijke 4-2 zege.
In 1982 keerde Budding terug naar 'zijn' FC Wageningen. Een jaar later maakte hij de overstap naar Vitesse. Na twee seizoenen in Arnhem keerde Budding in 1985 op huurbasis wederom terug op de Wageningse Berg om vervolgens het seizoen erop weer zijn opwachting te maken bij Vitesse. Daar beëindigde hij in 1987 zijn profcarrière.

## Carrière
| seizoen | club          | competitie     | wed. | goals |
| ------- | ------------- | -------------- | ---- | ----- |
| 1974/75 | FC Wageningen | Eredivisie     | 2    | 0     |
| 1975/76 | FC Wageningen | Eerste divisie | 28   | 6     |
| 1976/77 | FC Wageningen | Eerste divisie | 25   | 6     |
| 1976/77 | Feyenoord     | Eredivisie     | 7    | 0     |
| 1977/78 | Feyenoord     | Eredivisie     | 20   | 0     |
| 1978/79 | Feyenoord     | Eredivisie     | 25   | 2     |
| 1979/80 | Feyenoord     | Eredivisie     | 24   | 2     |
| 1980/81 | Feyenoord     | Eredivisie     | 25   | 7     |
| 1981/82 | Feyenoord     | Eredivisie     | 13   | 0     |
| 1982/83 | FC Wageningen | Eerste divisie | 16   | 1     |
| 1983/84 | SBV Vitesse   | Eerste divisie | 24   | 3     |
| 1984/85 | SBV Vitesse   | Eerste divisie | 23   | 3     |
| 1985/86 | FC Wageningen | Eerste divisie | 14   | 1     |
| 1986/87 | SBV Vitesse   | Eerste divisie | 18   | 2     |

## Erelijst
| KNVB beker | 1x | 1979/80 |